# Cathédrale Saint-Georges d'Addis-Abeba
Cette  cathédrale n’est pas la seule cathédrale Saint-Georges.
La cathédrale Saint-Georges d’Addis-Abeba est une église orthodoxe éthiopienne. Elle est de forme octogonale et ses murs sont ornés de peintures traditionnelles et modernes ; elle abrite des œuvres de l’artiste éthiopien Afewerk Tekle, connu pour ses vitraux de l’Africa Hall. 

## Histoire

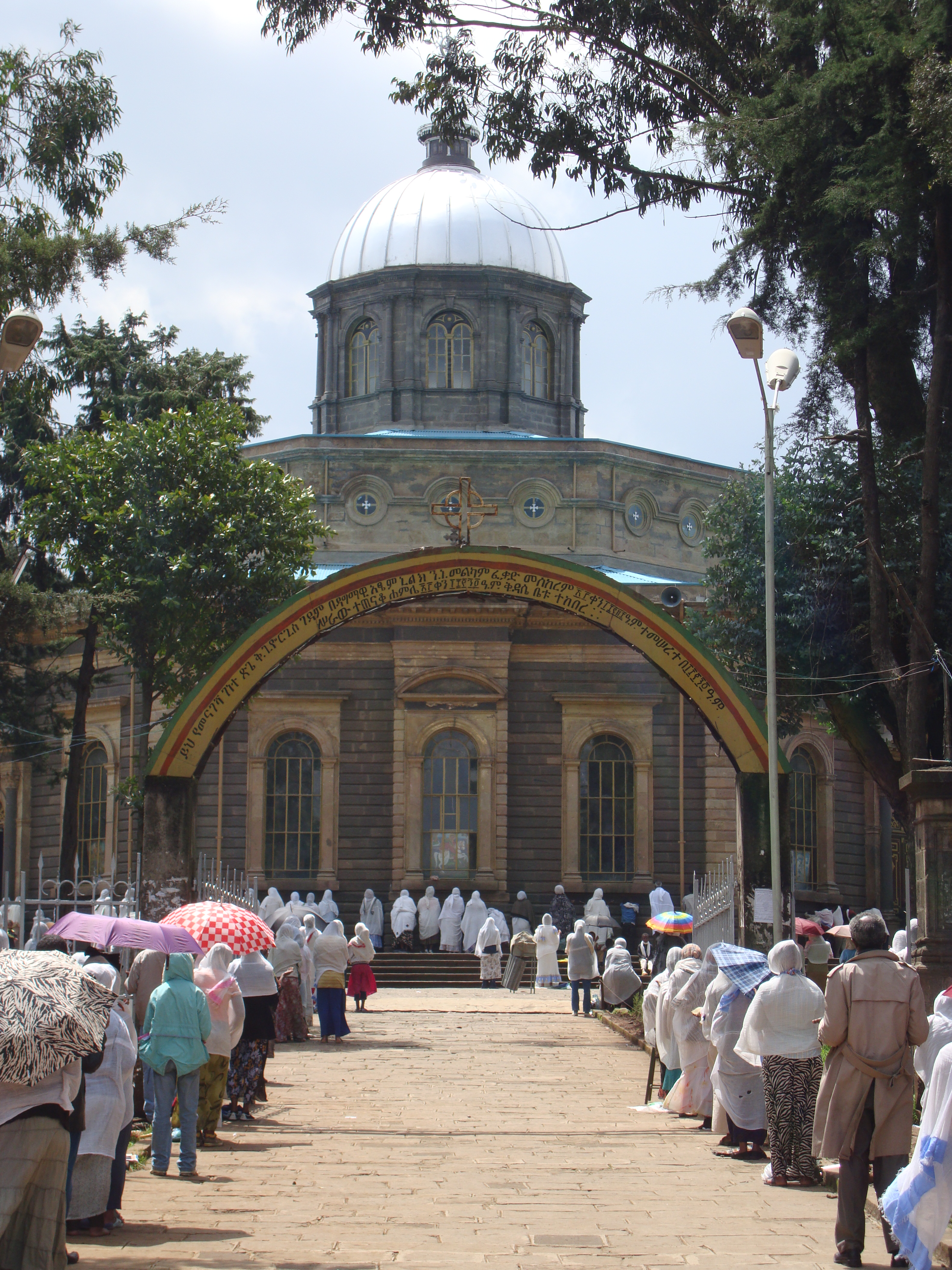
La cathédrale Saint-Georges pendant les heures de prière

Elle a été érigée en hommage à saint Georges, le saint patron des soldats selon la croyance éthiopienne, afin de célébrer la victoire de la bataille d'Adoua en 1896 qui mit fin à la première guerre italo-éthiopienne. Ce sont d'ailleurs des Italiens faits prisonniers lors de la bataille, parmi lesquels l'architecte Sebastiano Castagna, qui contribuèrent à la construction de l'édifice. 
Pendant la marche vers Adoua, l'armée éthiopienne transportait avec elle deux « tabots » (répliques de l'Arche d'alliance) ; l'une était celle d'Enbaro Mariam, l'autre était celle de Saint-Georges. Après la bataille, chaque « tabot » fut placé dans une église.
Saint-Georges est également l'église dans laquelle Hailé Sélassié Ier a été couronné Roi des rois, le 2 novembre 1930. L'église est donc aussi un lieu symbolique pour le mouvement rastafari. Le trône utilisé lors du sacre se trouve désormais dans le musée de la cathédrale, à l'intérieur de l'enceinte. 
En 1937, un an après de la seconde guerre italo-éthiopienne qui vit la victoire des Italiens, ces derniers incendièrent la cathédrale. Elle fut restaurée en 1941 après la libération du pays par les forces alliées durant la Campagne d'Afrique de l'Est.